# Список об'єктів Світової спадщини ЮНЕСКО у Мексиці
Мексика, як одна з колоніальних країн, володіє дивовижною спадщиною, більша частина якої засновується на стародавніх цивілізаціях. У списку Світової спадщини ЮНЕСКО в Мексиці (на 2015 рік) перебувають 32 об'єкти, це становить 3,2 % загальної кількості (1007 на 2014 рік). За кількістю об'єктів Мексика займає І місце серед Латиноамериканських країн.
До списку входять такі об'єкти:
- 5 природні
- 27 культурні (13 доколоніальної і 14 постколоніальної епохи)

10 об'єктів визнані шедеврами людського генія (критерій i). 

4 об'єкти визнані природними феноменами виняткової краси та естетичної важливості (критерій vii).
Крім цього, станом на 2014 рік, 25 об'єктів на території держави перебувають серед кандидатів на включення до списку Світової спадщини, в тому числі 11 — з культурних, 4 — за природними, 4 — за змішаними критеріями.
| №  | Зображення | Назва | Місцеположення           | Час створення        | Рік внесення до списку | №                                                   | Критерії           |
| -- | ---------- | --- | ------------------------ | -------------------- | ---------------------- | --------------------------------------------------- | ------------------ |
| 1  |            | Біосферний заповідник Сіан-Каан                                                                                              | штат Кінтана-Роо         | 1986                 | 1987                   | 410 [Архівовано 24 грудня 2018 у Wayback Machine.]  | vii, x             |
| 2  |            | Доіспанське місто і національний парк Паленке                                                                                | штат Чіапас              | близько 600 року     | 1987                   | 411 [Архівовано 24 грудня 2018 у Wayback Machine.]  | i, ii, iii, iv     |
| 3  |            | Історичний центр міста Мехіко і Сошимілко                                                                                    | місто Мехіко             | 1325                 | 1987                   | 412 [Архівовано 24 грудня 2018 у Wayback Machine.]  | ii, iii, iv, v     |
| 4  |            | Доіспанське місто Теотіуакан                                                                                                 | Долина Мехіко            | —                    | 1987                   | 414 [Архівовано 24 грудня 2018 у Wayback Machine.]  | i, ii, iii, iv, vi |
| 5  |            | Історичний центр міста Оахака і руїни Монте-Албан                                                                            | місто Оахака             | 500 рік до н. е.     | 1987                   | 415 [Архівовано 24 грудня 2018 у Wayback Machine.]  | i, ii, iii, iv     |
| 6  |            | Історичний центр міста Пуебла                                                                                                | місто Пуебла             | 1531                 | 1987                   | 416 [Архівовано 24 грудня 2018 у Wayback Machine.]  | ii, iv             |
| 7  |            | Історичне місто Гуанахуато та прилеглі шахти                                                                                 | штат Гуанахуато          | 1554                 | 1988                   | 482 [Архівовано 24 грудня 2018 у Wayback Machine.]  | i, ii, iv, vi      |
| 8  |            | Доіспанське місто Чичен-Іца                                                                                                  | штат Юкатан              | VII століття         | 1988                   | 483 [Архівовано 5 липня 2017 у Wayback Machine.]    | i, ii, iii         |
| 9  |            | Історичний центр міста Морелія                                                                                               | штат Мічоакан            | 1541                 | 1991                   | 585 [Архівовано 9 вересня 2012 у WebCite]           | ii, iv, vi         |
| 10 |            | Доіспанське місто Ель-Тахін                                                                                                  | штат Веракрус            | —                    | 1992                   | 631 [Архівовано 24 грудня 2018 у Wayback Machine.]  | iii, iv            |
| 11 |            | Біосферний заповідник Ель-Віскаїно                                                                                           | штат Баха-Каліфорнія-Сюр | 1988                 | 1993                   | 554 [Архівовано 24 грудня 2018 у Wayback Machine.]  | x                  |
| 12 |            | Історичний центр міста Сакатекас                                                                                             | штат Сакатекас           | 1548                 | 1993                   | 676 [Архівовано 24 грудня 2018 у Wayback Machine.]  | ii, iv             |
| 13 | [[         | Наскельні малюнки Сьєрра-де-Сан-Франсіско                                                                                    | штат Баха-Каліфорнія     | —                    | 1993                   | 714 [Архівовано 24 грудня 2018 у Wayback Machine.]  | i, iii             |
| 14 |            | Монастирі на схилах Попокатепетля початку 16 століття                                                                        | штати Морелос і Пуебла   | XVI століття         | 1994                   | 702 [Архівовано 24 грудня 2018 у Wayback Machine.]  | ii, iv             |
| 15 |            | Доіспанське місто Ушмаль | штат Юкатан              | близько 500 року     | 1996                   | 791 [Архівовано 24 грудня 2018 у Wayback Machine.]  | i, ii, iii         |
| 16 |            | Район історичних пам'ятників міста Керетаро                                                                                  | штат Керетаро            | 1531                 | 1996                   | 792 [Архівовано 24 грудня 2018 у Wayback Machine.]  | ii, iv             |
| 17 |            | Оспісіо Кабаньяс в Гвадалахарі                                                                                               | штат Халіско             | 1791                 | 1997                   | 815 [Архівовано 24 грудня 2018 у Wayback Machine.]  | i, ii, iii, iv     |
| 18 |            | Археологічна зона Пакіме, Касас-Ґрандес                                                                                      | штат Чіуауа              | 1130—1300            | 1998                   | 560 [Архівовано 24 грудня 2018 у Wayback Machine.]  | iii, iv            |
| 19 |            | Район історичних пам'ятників міста Тлакоталпан                                                                               | штат Веракрус            | 1541                 | 1998                   | 862 [Архівовано 24 грудня 2018 у Wayback Machine.]  | ii, iv             |
| 20 |            | Історичне укріплене місто Кампече                                                                                            | штат Кампече             | 1540                 | 1999                   | 895 [Архівовано 24 грудня 2018 у Wayback Machine.]  | ii, iv             |
| 21 |            | Район археологічних пам'ятників Шочикалко                                                                                    | штат Морелос             | 200 рік до н. е.     | 1999                   | 939 [Архівовано 24 грудня 2018 у Wayback Machine.]  | iii, iv            |
| 22 |            | Стародавнє місто майя Калакмул                                                                                               | штат Кампече             | близько 200 року     | 2002                   | 1061 [Архівовано 24 грудня 2018 у Wayback Machine.] | i, ii, iii, iv     |
| 23 |            | Францисканські місії у Сьєрра-Ґорда                                                                                          | штат Керетаро            | 500 рік до н. е.     | 2003                   | 1079 [Архівовано 24 грудня 2018 у Wayback Machine.] | ii, iii            |
| 24 |            | Будинок-студія Луїса Барраґана                                                                                               | місто Мехіко             | 1947                 | 2004                   | 1136 [Архівовано 24 грудня 2018 у Wayback Machine.] | i, ii              |
| 25 |            | Острови та природоохоронні території Каліфорнійської затоки                                                                  | Каліфорнійська затока    | —                    | 2005                   | 1182 [Архівовано 24 грудня 2018 у Wayback Machine.] | vii, ix, x         |
| 26 |            | Агавовий ландшафт і стародавні заводи Текіли                                                                                 | штат Халіско             | —                    | 2006                   | 1209 [Архівовано 24 грудня 2018 у Wayback Machine.] | ii, iv, v, vi      |
| 27 |            | Головна частина Національного автономного університету Мексики                                                               | місто Мехіко             | 22 вересня 1910      | 2007                   | 1250 [Архівовано 24 грудня 2018 у Wayback Machine.] | i, ii, iv          |
| 28 |            | Місто Сан-Міґель-де-Альєнде і святилище Хесус-Насарено-де-Атотонілко                                                         | штат Гуанахуато          | 1542, XVIII століття | 2008                   | 1274 [Архівовано 24 грудня 2018 у Wayback Machine.] | ii, iv             |
| 29 |            | Біосферний заповідник метелика Монарх                                                                                        | штати Мічоакан і Мехіко  | —                    | 2008                   | 1290 [Архівовано 24 грудня 2018 у Wayback Machine.] | vii                |
| 30 |            | Каміно Реал-де-Тьєрра Адентро ісп. Camino Real de Tierra Adentro                                                             | —                        | XVI—XIX ст.          | 2010                   | 1351 [Архівовано 24 грудня 2018 у Wayback Machine.] | II, IV             |
| 31 |            | Доісторичні гроти Ягуля і Мітли в Центральній долині Оахака                                                                  | штат Оахака              | —                    | 2010                   | 1352 [Архівовано 24 грудня 2018 у Wayback Machine.] | iii                |
| 32 |            | Біосферний заповідник Ель-Пінакате і Гран-Десіерто-де-Алтар ісп. Reserva de la biosfera El Pinacate y Gran Desierto de Altar | штат Сонора              | —                    | 2013                   | 1410 [Архівовано 24 грудня 2018 у Wayback Machine.] | VII, VIII, X       |